# Barla Deplazes
Barla Catrina Deplazes (* 14. November 1995 in Zürich) ist eine ehemalige Schweizer Fussballspielerin, die von März 2010 bis Dezember 2020 beim FC Zürich Frauen unter Vertrag stand.

## Karriere

### Verein
Deplazes spielte in ihrer Jugend beim FC Turicum und SV Höngg. Im März 2010 wechselte zum amtierenden Schweizer Meister FC Zürich Frauen. Mit diesem gewann sie in der Folge acht Meistertitel in der Nationalliga A sowie sechsmal den Schweizer Pokalwettbewerb. In der Saison 2013/14 spielte sie erstmals mit dem FC Zürich in der UEFA Women’s Champions League, das Team scheiterte jedoch im Achtelfinale am FC Barcelona. Insgesamt bestritt sie 20 Partien in der Champions League und erzielte dabei zwei Tore. Ausserdem stand sie in 12 Qualifikationsspielen im Einsatz, in denen sie insgesamt drei Tore schoss.
Deplazes beendete Ende 2020 im Alter von 25 Jahren ihre aktive Karriere, um sich ganz dem Abschluss ihres Medizinstudiums widmen zu können. Ihr letztes Spiel für den FC Zürich bestritt sie am 17. Dezember 2020 im Champions-League-Rückspiel gegen St. Pölten, bei dem sie in der 60. Minute ausgewechselt wurde.

### Nationalmannschaft
Im Jahr 2012 qualifizierte sie sich mit der Schweizer U-17-Nationalmannschaft der Frauen erstmals für die Endrunde der U-17-Europameisterschaft der Frauen und belegte mit ihrer Mannschaft den vierten Platz, wobei sie im verlorenen Elfmeterschiessen um Platz 3 einen Elfmeter verwandeln konnte.
Deplazes debütierte am 11. März 2015 beim Algarve-Cup im Spiel um Platz 7 gegen Brasilien in der Schweizer Fussballnationalmannschaft der Frauen. Sie wurde in der 65. Minute eingewechselt. Im Mai 2015 wurde sie als einzige Spielerin mit nur einem Länderspiel für das WM-Kader nominiert. Bei der WM kam sie aber nicht zum Einsatz. In der Qualifikation für die EM 2017 hatte sie drei Einsätze und erzielte dabei ein Tor.

## Erfolge
- Schweizer Meisterschaft: 2010, 2012, 2013, 2014, 2015, 2016, 2018, 2019
- Schweizer Pokal: 2012, 2013, 2015, 2016, 2018, 2019

## Ausbildung und Beruf
Deplazes besuchte das Kunst-und-Sport-Gymnasium Rämibühl und studierte anschliessend Medizin an der Universität Zürich.